# Szwecja-Finlandia

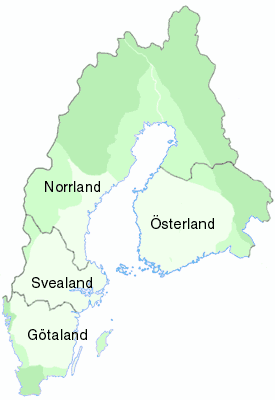
Tradycyjne krainy wyróżniane w geografii Szwecji

Szwecja-Finlandia (fin. Ruotsi-Suomi) − kontrowersyjny termin obecny w historiografii fińskiej, określający Królestwo Szwecji w okresie od rozpadu unii kalmarskiej do wojen napoleońskich lub okres od XIV do XVIII wieku. Końcową datą dla tego okresu jest rok 1809, kiedy wschodnia część państwa została przejęta przez Imperium Rosyjskie i uformowana w autonomiczne Wielkie Księstwo Finlandii.
Termin powstał w nacjonalistycznych kołach intelektualistów fińskich w latach 30. XX wieku i jest obecny do dziś w pracach naukowych i powszechnym użyciu.